# Tarzan à Manhattan
Pour les articles homonymes, voir Tarzan.
Pour plus de détails, voir Fiche technique et Distribution.
Tarzan à Manhattan est un téléfilm américain réalisé par Michael Schultz et diffusé le 15 avril 1989 à la télévision américaine sur CBS. Le téléfilm a été diffusé en France sur France 3 le 22 août 2003.

## Synopsis
Tarzan part pour New York afin de sauver la vie de son chimpanzé Cheetah enlevé par un trafiquant d'animaux sauvages. Dans ce nouvel environnement, il sera aidé de Jane Porter, chauffeur de taxi d'archimedes Porter, son père ancien policier de la ville devenu détective privé.

## Fiche technique
- Titre original : Tarzan in Manhattan
- Titre français : Tarzan à Manhattan
- Réalisation : Michael Schultz
- Scénario : Anna Sandor et William Gough inspiré du personnage créé par Edgar Rice Burroughs.
- Direction artistique : Vincent M. Cresciman
- Montage : Dann Cahn
- Directeur de la photographie : Laszlo George
- Distribution : Barbara King
- Musique : Charles Fox
- Création de maquillage : June Brickman
- Effets spéciaux visuels : Peter M. Chesney
- Producteur : Charles Hairston
- Producteurs exécutifs : Max A. Keller et Micheline H. Keller
- Compagnie de production : American First Run Studios - Keller Entertainment Group
- Pays d'origine : États-Unis
- Format : Couleurs - 35 mm - Son mono - 1.33 Plein écran
- Genre : Aventures, action
- Durée : 94 minutes
- Date de sortie :  États-Unis : 15 avril 1989 (télévision)
- Date de sortie :  France : 22 août 2003 (télévision)

## Distribution
- Joe Lara : Tarzan
- Kim Crosby : Jane Porter
- Jan-Michael Vincent : Brightmore
- Tony Curtis : Archimedes Porter
- Joe Seneca : Joseph